# 552888 Felixrodriguez
552888 Felixrodriguez este o planetă minoră (asteroid) din centura de asteroizi. A fost descoperită pe 5 noiembrie 2010 la Observatorio Astronomico Pla D'Arguines⁠(d) de  și a fost numită după Félix Rodríguez de la Fuente⁠(d). 
Obiectul prezintă o orbită caracterizată de o semiaxă mare de 2,6606491445678 UAi, o excentricitate de 0,036650789567699, o înclinație de 10,71454630805 ° în raport cu ecliptica.